# Latimore (Musiker)

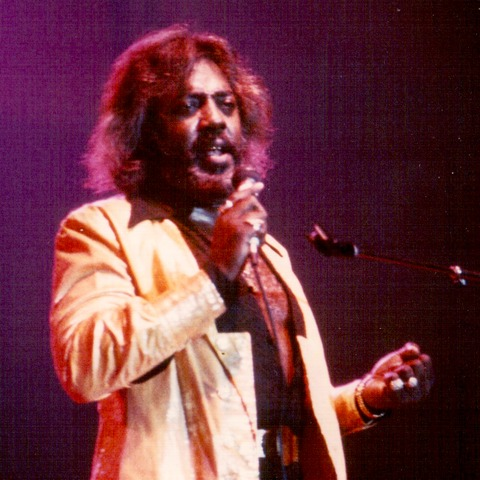
Latimore, 1983

Latimore (* 7. September 1939 als Benjamin Latimore in Charleston, Tennessee) ist ein US-amerikanischer Soul- und R&B-Sänger, -Songschreiber und -Pianist, der zwischen 1973 und 1991 insgesamt 15 Hits in den amerikanischen R&B-Charts hatte. Sein größter Erfolg war die Ballade Let’s Straighten It Out, die 1974 für zwei Wochen auf Platz eins stand und auf Platz 31 auch seine höchste Platzierung in den Pop-Charts war. Mit Keep the Home Fire Burnin’ (1975) und Somethin’ ’Bout ’Cha (1977) gelangen ihm noch zwei weitere Top-10-Erfolge, wobei Somethin’ ’Bout ’Cha auch die Top-40 der Pop-Hitliste erreichte. 

## Karriere
Bevor ihm der Durchbruch gelang, nannte er sich einige Jahre Benny Latimore und nahm unter diesem Namen einige nicht erfolgreiche Singles für diverse Labels auf. Als Songschreiber und Studiomusiker führte er diesen Alias fort.
Seine Erfolge gelangen ihm schließlich auf Glades Records, einem Sublabel der auf Disco spezialisierten Plattenfirma T.K. Records. Ab 1982 stand er schließlich einige Jahre bei Malaco Records unter Vertrag und nahm hier mehr als ein Dutzend Alben auf.
Obwohl es um Latimore seit den frühen 1990ern ruhiger geworden ist, tritt er nach wie vor auf und veröffentlicht auch weiterhin Musik. Als Gastmusiker und Pianist war er unter anderem auf den ersten beiden Alben, The Soul Sessions (2003) und Mind Body & Soul (2004), von Joss Stone zu hören. 
Im Juni 2017 erschien das Studioalbum A Taste of Me: Great American Songs. Auf diesem Werk widmet sich Latimore dem Great American Songbook.

## Diskografie (Auswahl)

### Alben
| Jahr | Titel                    | Höchstplatzierung, Gesamtwochen, AuszeichnungChartplatzierungen (Jahr, Titel, Platzierungen, Wochen, Auszeichnungen, Anmerkungen) | Höchstplatzierung, Gesamtwochen, AuszeichnungChartplatzierungen (Jahr, Titel, Platzierungen, Wochen, Auszeichnungen, Anmerkungen) | Anmerkungen |
| Jahr | Titel                    | US | R&B | Anmerkungen |
| ---- | ------------------------ | --- | --- | ----------- |
| 1974 | More, More, More         | — | R&B13 (23 Wo.)R&B |             |
| 1975 | Latimore III             | — | R&B49 (1 Wo.)R&B |             |
| 1977 | It Ain’t Where You Been  | US181 (5 Wo.)US | R&B47 (4 Wo.)R&B |             |
| 1978 | Dig a Little Deeper      | — | R&B51 (10 Wo.)R&B |             |
| 1983 | I’ll Do Anything For You | — | R&B66 (7 Wo.)R&B |             |
| 1991 | Only Way Is Up           | — | R&B34 (16 Wo.)R&B |             |

Weitere Alben
- 1973: Latimore
- 1980: Getting Down To Brass Tacks
- 1986: Every Way But Wrong
- 1991: The Only Way Is Up
- 2017: A Taste of Me: Great American Songs

### Singles
| Jahr | Titel Album                                      | Höchstplatzierung, Gesamtwochen, AuszeichnungChartplatzierungen (Jahr, Titel, Album, Platzierungen, Wochen, Auszeichnungen, Anmerkungen) | Höchstplatzierung, Gesamtwochen, AuszeichnungChartplatzierungen (Jahr, Titel, Album, Platzierungen, Wochen, Auszeichnungen, Anmerkungen) | Anmerkungen |
| Jahr | Titel Album                                      | US | R&B | Anmerkungen |
| ---- | ------------------------------------------------ | --- | --- | ----------- |
| 1973 | Stormy Monday Latimore                           | — | R&B27 (16 Wo.)R&B |             |
| 1974 | If You Were My Woman Latimore                    | — | R&B70 (5 Wo.)R&B |             |
| 1974 | Let’s Straighten It Out More, More, More         | US31 (12 Wo.)US | R&B1 (20 Wo.)R&B |             |
| 1975 | Keep The Home Fire Burnin’ Latimore III          | — | R&B5 (16 Wo.)R&B |             |
| 1975 | There’s a Red-Neck In The Soul Band Latimore III | — | R&B36 (10 Wo.)R&B |             |
| 1976 | Qualified Man Latimore III                       | — | R&B43 (11 Wo.)R&B |             |
| 1977 | Somethin’ ’Bout ’Cha It Ain’t Where You Been     | US37 (10 Wo.)US | R&B7 (19 Wo.)R&B |             |
| 1977 | I Get Lifted It Ain’t Where You Been             | — | R&B30 (9 Wo.)R&B |             |
| 1977 | Let Me Live The Life I Love                      | — | R&B49 (12 Wo.)R&B |             |
| 1978 | Dig a Little Deeper                              | — | R&B42 (11 Wo.)R&B |             |
| 1979 | Long Distance Love Dig a Little Deeper           | — | R&B75 (4 Wo.)R&B |             |
| 1979 | Goodbye Heartache                                | — | R&B82 (4 Wo.)R&B |             |
| 1979 | Discoed To Death Getting Down To Brass Tacks     | — | R&B68 (10 Wo.)R&B |             |
| 1986 | Sunshine Lady Every Way But Wrong                | — | R&B76 (6 Wo.)R&B |             |
| 1991 | I Need a Good Woman Bad The Only Way Is Up       | — | R&B86 (4 Wo.)R&B |             |